# Amaro do Vale

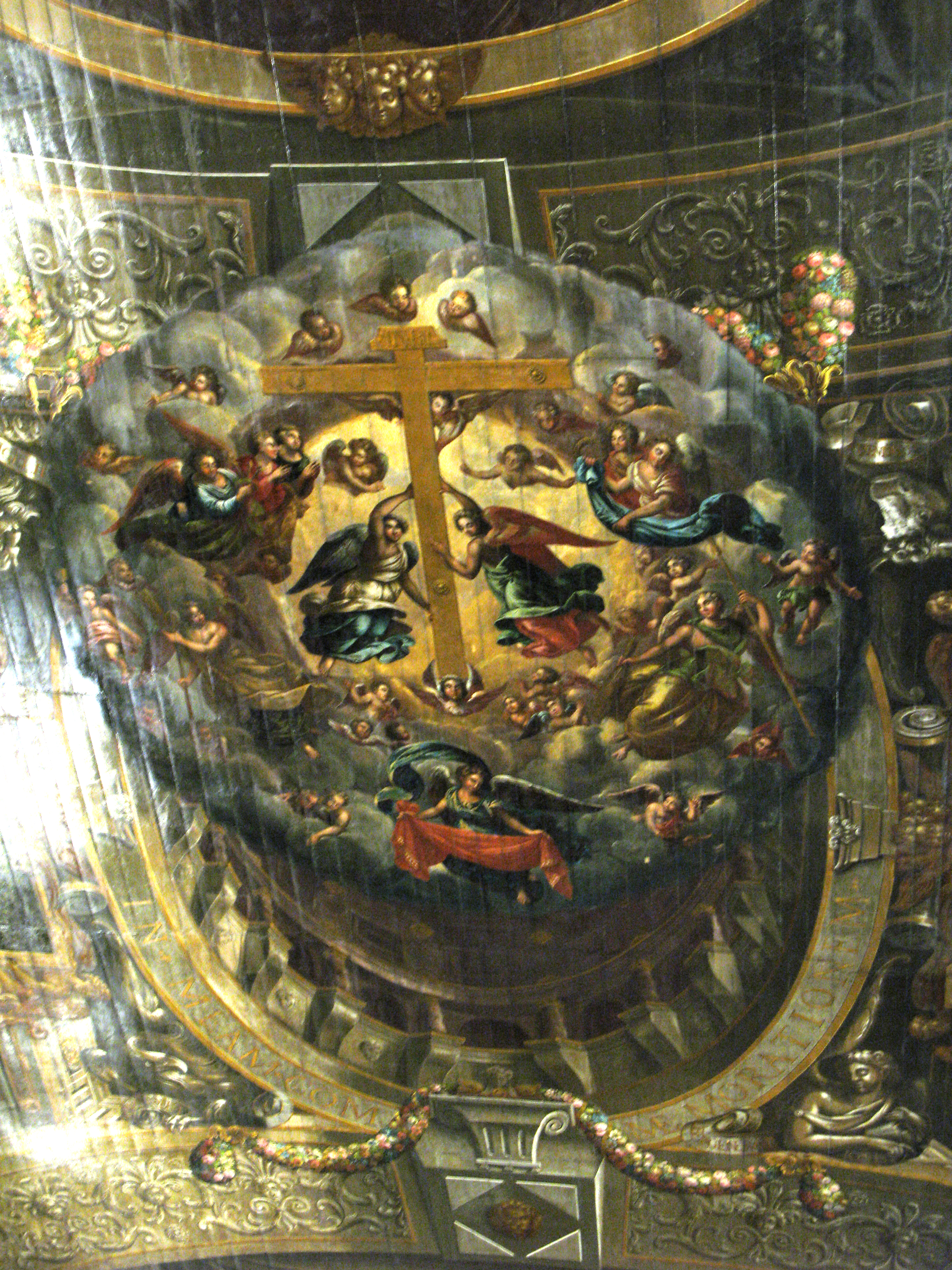
Medalhão central do tecto da Igreja de S. Roque de Lisboa, atribuído a Amaro do Vale.

Amaro do Vale (m. 1619) foi um  pintor maneirista português. Apesar de sua obra ter sido muito elogiada por cronistas do seu tempo, pouco do seu trabalho sobreviveu aos nossos dias.
Por volta de 1590, Amaro do Vale trabalhou no Escorial junto a pintores romanos (Federico Zuccari, Pellegrino Tibaldi) que muito o influenciaram, mas sua atuação naquele monumento não está caracterizada. Em 1584 realizou um retábulo para a igreja do Mosteiro de Santa Marta de Lisboa, já desaparecido mas do qual subsiste um desenho preparatório. Para a Sé de Lisboa realizou o retábulo da capela-mor com o tema Assunção da Virgem, além de outros painéis para várias igrejas lisboetas, mas todas essas obras desapareceram com o passo dos séculos. Para a Sé de Leiria também pintou um retábulo entre 1605 e 1606, igualmente perdido.
Sua mais famosa pintura, hoje extraviada, foi um retábulo para a Capela da Irmandade de S. Lucas, no Mosteiro da Anunciada de Lisboa. Esta pintura, que descrevia São Lucas retratando a Virgem, fora encomendada pela irmandade dos pintores da cidade em c. 1610. A obra, muito elogiada por Cirilo Volkmar Machado (1748-1823), perdeu-se após as invasões napoleónicas. Um desenho preparatório, porém, sobrevive no Gabinete de Desenho do Museu Nacional de Arte Antiga e revela a influência do maneirismo romano na obra do artista. O Museu possui ainda vários outros desenhos de Amaro do Vale, realizados como preparação para retábulos já perdidos.
É atribuído a ele um grande painel representando a Aparição de Nossa Senhora do Porto Seguro, na Igreja de S. Luís dos Franceses de Lisboa. Nesse painel, Nossa Senhora aparece sobre uma vista panorámica de Lisboa, o que dá à obra grande valor iconográfico. Na Igreja de São Roque de Lisboa, terminou a pintura do tecto de madeira da igreja, começada por Francisco Venegas. do Vale teria realizado os medalhões pintados da composição; em particular o painel Milagre da multiplicação de pães e peixes, pela sua qualidade, é provavelmente obra sua.
Com base nos desenhos e obras subsistentes, o estudioso Vítor Serrão atribui a Amaro do Vale um painel de grande qualidade representando a Adoração da Corte Celestial, de procedência ignorada e hoje nos depósitos do MNAA.